# Emil Ulbricht
Ernst Emil Ulbricht va ser un ciclista estatunidenc que es va especialitzar en el ciclisme en pista, concretament en el mig fons, on va guanyar una medalla de plata, com amateur, al Campionat del món de 1893 per darrere del sud-africà Laurens Meintjes.